# Division de Devipatan
La Division de Devipatan est une  division administrative de l'État indien de l'Uttar Pradesh.

## Districts
Elle est constituée de 4 districts :
- Gonda
- Bahraich
- Shravasti
- Balrampur